# ツワブキ
ツワブキ（石蕗・艶蕗・橐吾、学名: Farfugium japonicum）は、キク科ツワブキ属に属する常緑多年草である。海岸近くの岩場などに生え、初冬に黄色い花を咲かせる。昔から民間薬や食用野草として知られ、若い葉柄が食べられる。観賞用に庭園に植えられることもある。

## 名称
和名ツワブキの由来は、艶葉蕗（つやはぶき）、つまり「艶のある葉を持ったフキ」から転じたとする説のほか、厚葉蕗（あつはぶき）、つまり「厚い葉を持ったフキ」から転じたとする説もある。地方により、ツヤブキ、ツワ、イシブキ、イソブキ、オカバス、チイパッパ、ツバ、ツワナ、ツヤ、ツワンポ、ヤマブキ、オバコなどとも呼ばれ、沖縄方言では「ちぃぱっぱ」、奄美方言では「つばしゃ」・「つば」、宮古方言では「つぱぱ」、八重山方言では「ちゅぶりんぐさ」（頭の草）と呼ばれる。
現在の中国の標準名は「大呉風草」（だいごふうそう、拼音: dàwúfēngcǎo）であるが、「一葉蓮」「活血蓮」「八角烏」「金缽盂」などの異名がある。台湾語では「乞食碗」（khit-chia̍h-oáⁿ、キッチャワ）または「山菊」（soaⁿ-kio̍k、ソアキオッ）と呼ばれる。
日本においては、「石蕗の花（つわのはな）」や「いしぶき」は初冬の季語とされている。島根県の津和野（つわの）の地名は「石蕗の野（ツワの多く生えるところ）」が由来となっているという。
ツワブキの花言葉は「困難に負けない」「謙遜」とされる。

## 分布・生育環境
日本においては、本州の太平洋側では福島県以南、日本海側では石川県から西の地域及び、四国や九州及び南西諸島（大東諸島及び尖閣諸島を除く）に分布し、日本国外では朝鮮半島及び鬱陵島、済州島などの島嶼や中国東南部及び台湾に分布する。
主に海岸沿いに多く自生し、岩の上や崖の上などに生える。そのほか丘陵地や林の中の日陰などにも生える。暖地の海岸近くに自生するほか、花が美しいので観賞用に日本庭園などにもよく植えられている。

## 形態・生態
常緑の多年草。草姿はフキを小型にしたような形であるが、フキの葉柄には穴が空いているが、ツワブキにはこの穴がない。草丈はおよそ30 - 40センチメートル (cm) 、花茎は晩秋から初冬にかけて 70 cm程度まで伸びる。土の下に太くて短い根茎があり、土の上には長い柄をもつ葉（根出葉）だけが数枚出る。
葉身は基部が大きく左右に張り出し、全体で円の形に近くなる腎臓形で特有の香りがある。葉身の長さは4 - 15 cm、幅6.5 - 29 cmと大型で、厚手でややかたく、表面は濃緑色でつやがあり、裏面は褐色の毛がある。長い葉柄（軸）を持ち、葉柄は大きく切れ込んだ葉身の中心に付く。ツワブキの若葉は、はじめ内側に巻いたままで葉柄が伸び、その後葉身が開いていく。若芽から若葉にかけて、全体が灰褐色から薄茶色の毛に覆われているが、成長していくにつれて毛は落ちて無毛になる。
花期は秋から初冬にかけて（10 - 1月ころ）。葉の間を抜けて花茎を伸ばして高さ30 - 80 cmになり、花茎の先端が枝分かれした散房花序をつけ、直径5 cm前後のキクに似た黄色い頭状花を、ややまばらに数個まとめて咲かせる。花のつくりは、外周に舌状花が並び、中心には密に管状花が集まっていて、どちらの花も結実する。果実には褐色の冠毛があり、タンポポの種子のように風を受けて散布する。

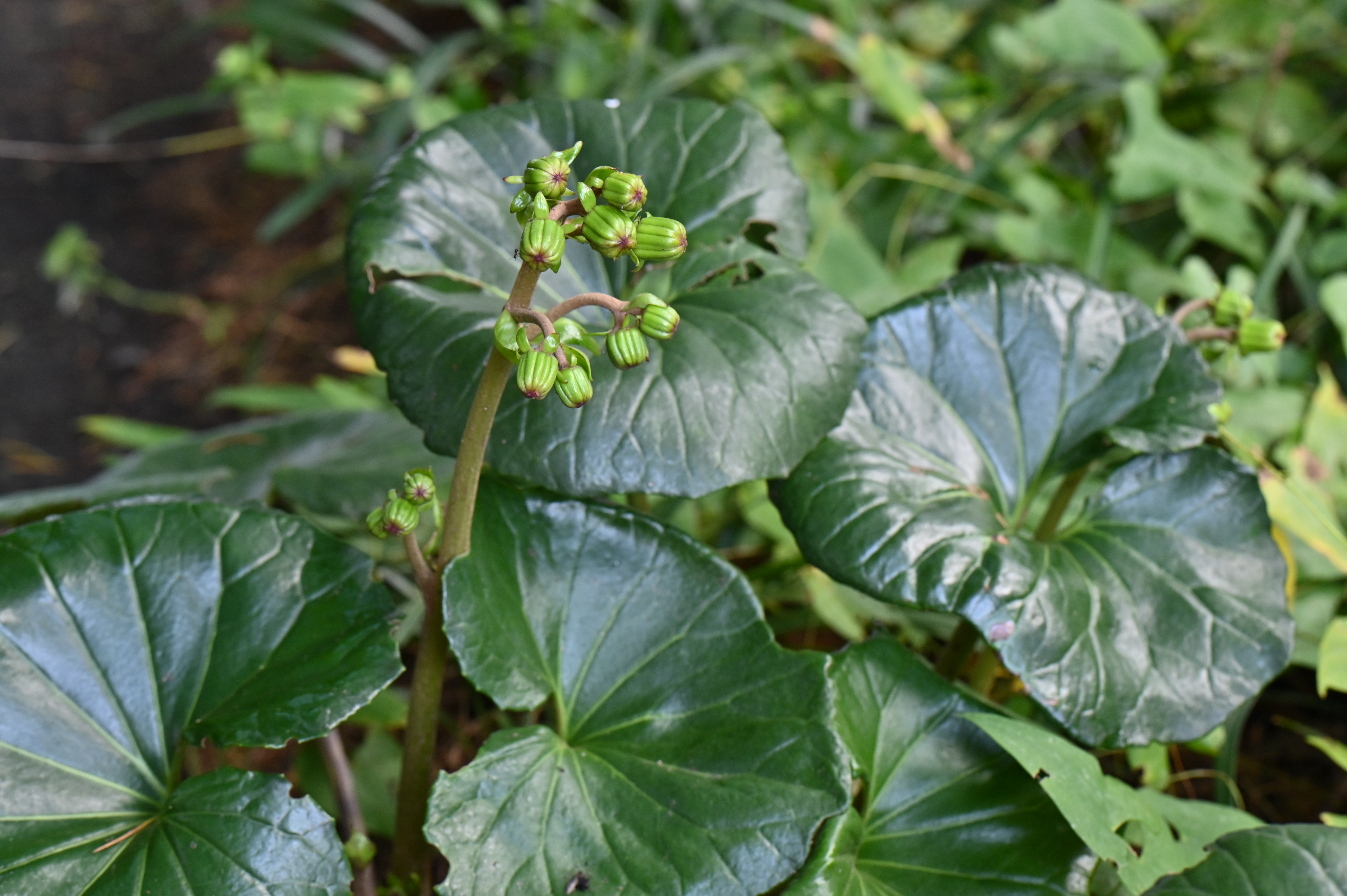
花蕾をつけたツワブキ

## 栽培
フキは秋には枯れてしまうが、ツワブキは常緑性で花の少ない晩秋から初冬に開花するので、観賞用に栽培されている。園芸品種も多く、木陰や日陰を好んで良く育つので、園芸植物として日本庭園の石組みや木の根元などによく植えられる。台湾などでも園芸用に栽培されている。
栽培は、半日陰や樹木下などの弱光の場所が最適であり、春に株分けで繁殖させる。土質は水はけが良く、腐葉土や腐植質が豊富な土を好む。冷凍庫などで1か月ほど低温環境を経験（催芽処理）させた種子は、市販の培養土でも容易に発芽させることが出来る。種子は光発芽性なので覆土せず、育苗ポットは半日陰に置く。幼苗は日差しの強い場所に置くと成長せず枯れてしまう。大きな株に育てたいときは、春から秋の間に緩効性肥料を株元に規定の量を与える。
日本国内では、江戸時代に武士の精神修養を目的として諸藩の大名が奨励したことが契機となり、これがやがて町人たちに拡がって以降、愛好家らにより品種改良が行われ、数多くの品種が作り出されてきた古典園芸植物である 。園芸品種で有名なものとしては、黄色い斑入りの「青軸天星」などが代表的で、この他にも奇形葉などがある。同属のカンツワブキとの種間交雑種もあり、品種としては「屋久の幻」「屋久姫」などがある。

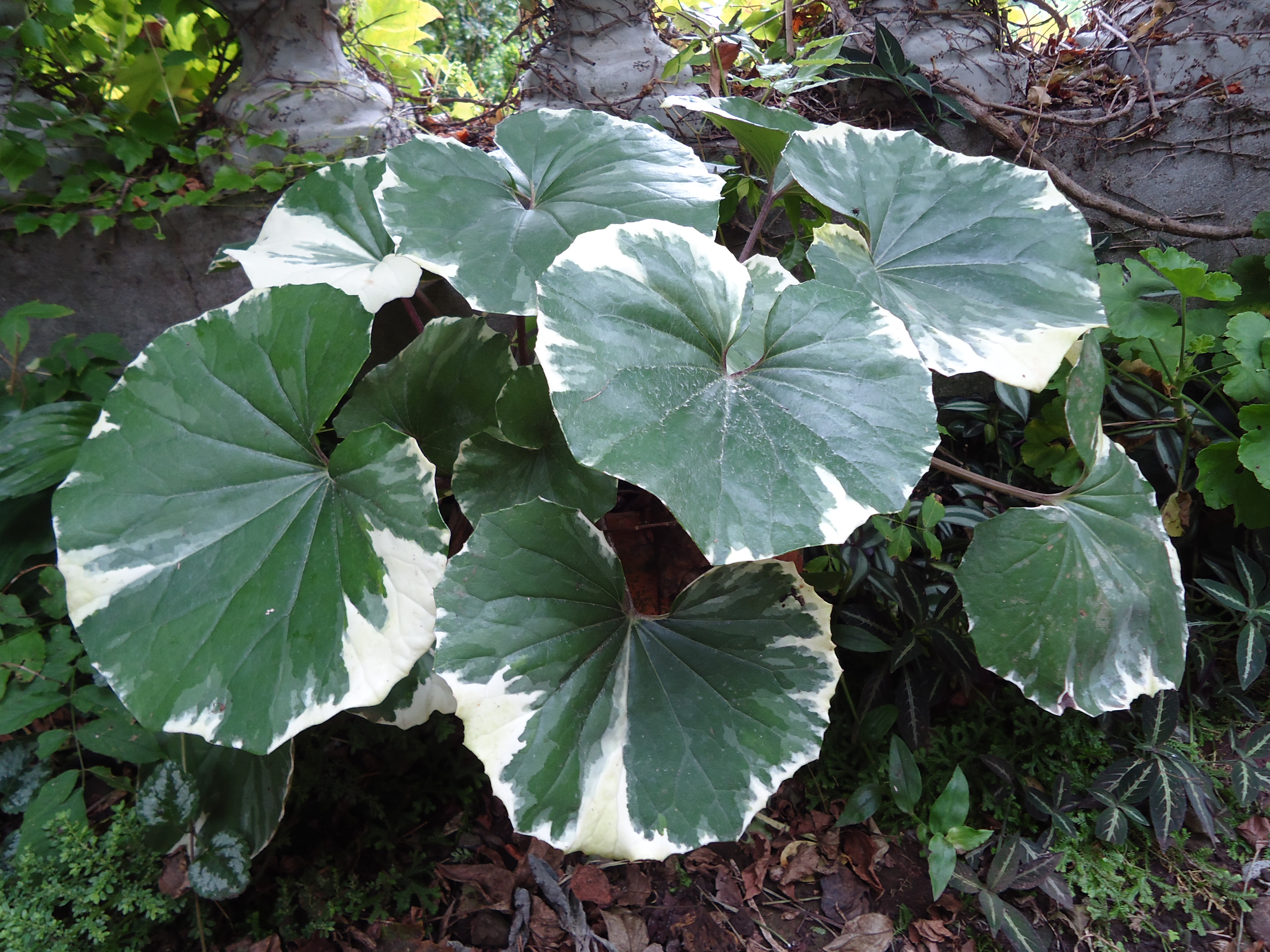
斑入りの変種F. japonicum 'Argenteum'
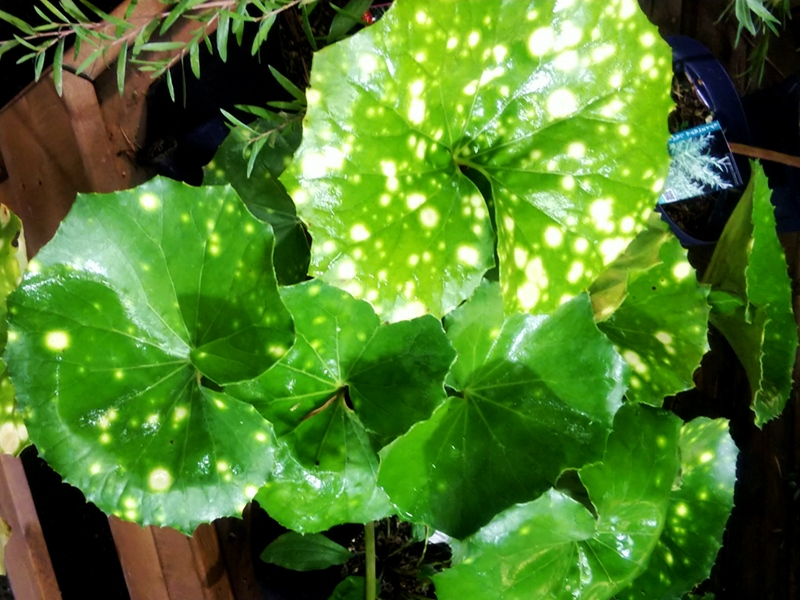
園芸品種「青軸天星」
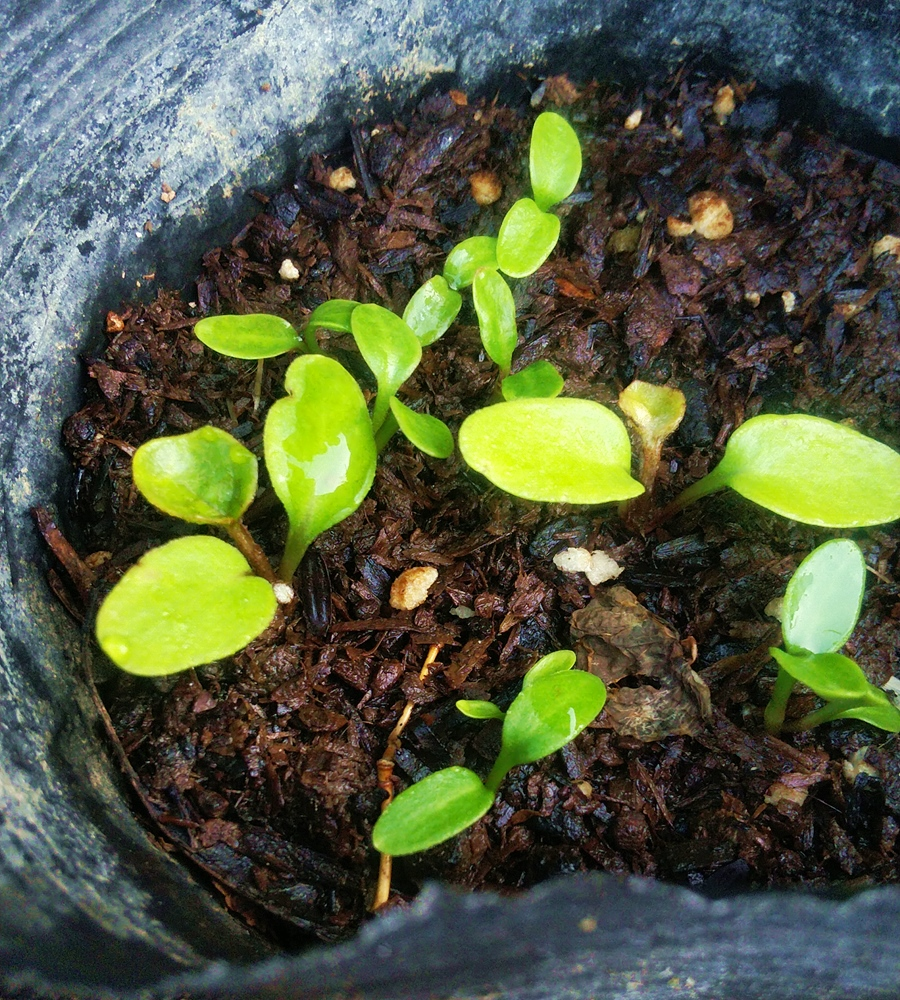
培養土で発芽したツワブキ

## 食用

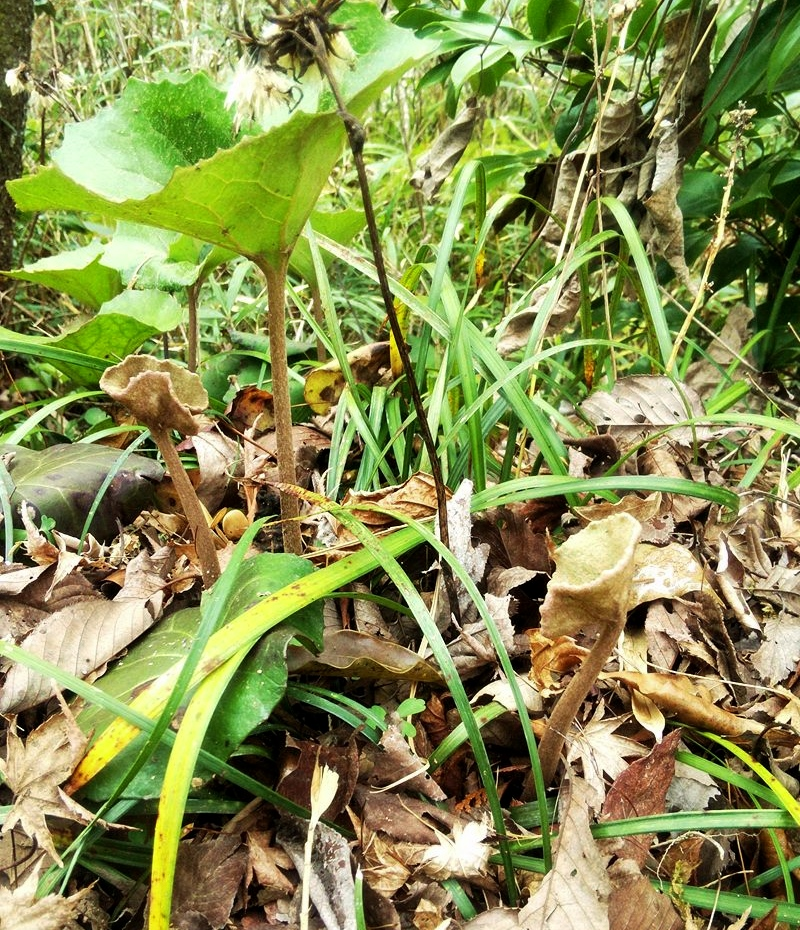
薄茶色の産毛に覆われた若い葉柄

食用になるのは、葉柄・花・蕾・花茎・葉が利用されるが、主にまだ葉が開く前のよく伸びた、褐色の綿毛に包まれているころの若い葉柄（軸）の部位である。採取時期は3 - 6月ごろが適期とされ、若い葉柄の根元から切りとって採取する。
採取した状態のままでは、アクの苦味や渋味が強烈で 全く食用には出来ないため、原因となる水溶性の有害なアク（ピロリジジンアルカロイド類）や、渋（ポリフェノール類）を除去するアク抜き処理を済ませて無害化し、安全になったものが調理に使用される。3 - 4月に採った綿毛をかぶった若いものはアクがなく、食べやすい。

### アク抜き
アク抜き処理にはいくつかの方法があり、葉を切り落した葉柄（軸）を軽く湯に通して粗熱を取り、表皮を剥き、短くカットしたものを、流水に3時間以上さらす方法や、表皮を剥き、カットして酢を少量加えた湯で煮直し水を替えてさらす方法、灰汁や重曹を入れた熱湯で茹でてから皮を剥いて長い時間水にさらす方法などがある。ポイントは5秒ほど軽く表皮を湯通しして、水溶性のアクが溶出しやすくする為に表皮を剥き、4 - 5 cm程度の長さにカットし、数時間から一晩しっかり流水に晒すことである。重曹や塩で茹でたときは水にさらす時間を長くする。いずれのアク抜きの方法でも水溶性のアクを安全なレベルにまで除去し無害化することができる。農林水産省が調査を行った結果、日本国内で食品中のピロリジジンアルカロイド類による健康被害は、これまでに1例も報告されていない。

### 調理
アク抜き処理を済ませて無害化した葉柄（軸）は、煮物、炒め物、和え物、煮びたし、佃煮、金平、即席漬けなどにする。初冬に採った花やつぼみは、天ぷらや酢の物にする。佃煮風に醤油と砂糖少々でじっくり煮詰めた香りのよい料理は「キャラブキ」とよばれる。花や蕾は酢の物にするが、苦味が強い。若いものはそのまま使えるが、秋のものは皮をむいて使う。
鹿児島県や沖縄県を中心に西日本の一部地域ではフキと同じように葉柄を食用としており、特に奄美大島などの奄美料理では塩蔵した骨付き豚肉とともに煮る年越しの料理「うゎんふねぃやせぅ」の具に欠かせず、沖縄県でも豚骨とともに煮物にして食べる。鹿児島県などでは、アク抜き処理したものが市場で売られており、また、アク抜きした状態で冷凍保存し、後日調理して食べることもできる。朝鮮料理では、煮物の他、汁物、天麩羅にもされる。
三重県南伊勢町や高知県土佐清水市などでは木枠にツワブキの葉を敷いて押し寿司である「つわ寿司」が作られているが、葉そのものは食べない。
　

## 薬用
薬用には、催吐、排膿、皮膚病を目的に、通常生薬を用いる。
民間薬として、主に茎葉を8 - 9月ごろに採取して天日乾燥したものを生薬とし、蓮蓬草（れんぽうそう）や橐吾（たくご）と称して、のどの腫れ、おでき、切り傷、打撲や火傷に用いる。のどの痛みには、茎葉を乾燥したものを1日量3 - 5グラムを600 ccの水に入れて煎じ、3回に分けて服用する用法が知られている。腫れ物、打撲、凍傷、おでき、切り傷、火傷には生葉を火であぶって、柔らかくなったら揉んで患部に貼り、時々取り換えると膿が出て治癒に役立つといわれている。また、魚の中毒、食あたりには催吐剤として、生葉のしぼり汁を50 cc以上飲むとされる。
中国語の「橐吾」（学名 Ligularia sibirica）はキク科メタカラコウ属の別の植物で、主に華北の山間や沼地に分布する。黄色いキクに似た花を長い茎の先に咲かせる点はツワブキと共通するが、花が密集して咲き、葉には光沢がなく、同じ植物には見えない。中国での民間薬としての呼称としては、浙江省・福建省などの「蓮蓬草」がある。韓薬としては「연봉초」（連蓬草、ヨンボンチョ）、「독각연」（獨脚蓮、トッカンヨン）と呼び、全草を干して刻み、煎じて解熱、解毒薬、喉の痛み止めとして利用する。廣野（1993）によれば、ラットに肝ガンをおこし、発ガン性が疑われる。ピロリジジンアルカロイドによるものと考えられている。

## 変種

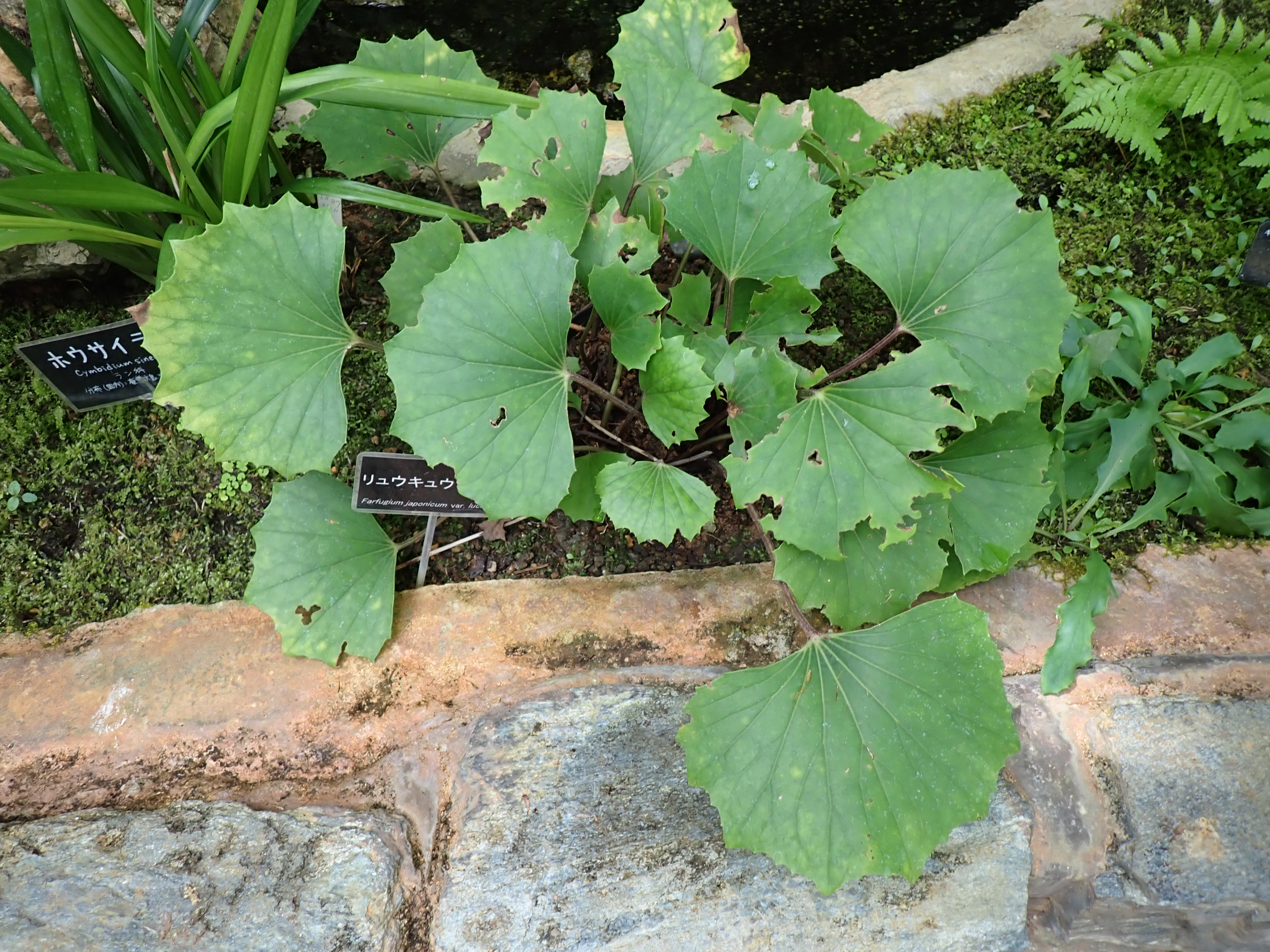
リュウキュウツワブキの扇型の葉
（熱帯ドリームセンター（沖縄県）にて撮影）

リュウキュウツワブキ F. japonicum(L.) Kitam. var. luchuense (Masam.) Kitam.
奄美大島、沖縄島、西表島に分布する琉球諸島固有変種。渓流植物。ツワブキとは葉の形が極端に異なり、円形からハート形をしているツワブキに対し、本変種は扇形からひし形をしており、葉面積が狭くなっている（狭葉現象）。これはツワブキが渓流環境に適応した結果であると考えられている。沖縄島と西表島では比較的多いが、奄美大島では2つの河川に少数個体が点在するのみであり、環境省レッドリストで準絶滅危惧に、鹿児島県レッドデータブックで絶滅危惧I類に評価されている。
オオツワブキ F. japonicum (L.) Kitam. var. giganteum (Siebold et Zucc.) Kitam.
九州の海岸に分布する。ツワブキよりも大きくなり、葉身の幅が45cm、長さが35cmにもなり、花茎も1mになる。花期は12-1月。葉柄は食用となる。
タイワンツワブキ Farfugium japonicum (L.) Kitam. var. formosanum (Hayata) Kitam.
台湾で「台灣山菊（Tâi-oân soaⁿ-kio̍k）」と呼ばれ、台湾本島の一般に海抜1000m以上の山地に分布する。葉の縁に7-9の鈍角の角があり、洋傘を逆さに広げた様な形状をしているため、区別できる。台湾で日本のツワブキは主に台湾本島南端の恒春半島や離島である緑島や蘭嶼に分布する。

## 市町村の花
市の花
- 宮崎県日南市
- 鹿児島県阿久根市
- 鹿児島県南さつま市

町の花
- 静岡県東伊豆町（イソブキ）
- 静岡県松崎町
- 静岡県西伊豆町
- 島根県津和野町
- 愛媛県伊方町
- 熊本県津奈木町